# Вигуровский бульвар
Вигу́ровский бульва́р — бульвар в Киеве, на территории девятого микрорайона жилого массива Вигуровщина-Троещина. Пролегает от проспекта Маяковского до конца застройки.

## История
Возник в 1980-е годы под названием Бульвар 1-й. Современное название — с 1987 года, от местности и села Вигуровщина, которое существовало на месте нынешнего массива Вигуровщина-Троещина и было почти полностью снесено. Бульвар застраивался 10-этажными домами в период 1988-1989 годы.
Бульварные насаждения отсутствуют.

## Застройка
Бульвар пролегает в северо-западном направлении.
Непарная и парная стороны улицы заняты многоэтажной жилой (10-этажные дома) застройкой и учреждениями обслуживания — микрорайон № 9 жилого массива Вигуровщина-Троещина.
Учреждения:
1. дом № 4 — центральная детская поликлиника Деснянского района